# M-84AS
M-84AS là một biến thể hiện đại hóa của xe tăng chiến đấu chủ lực M-84 được sản xuất bởi Yugoimport SDPR tại Serbia. M-84AS còn được gọi là M-84AB1 và M-2001.

## Thiết kế
Việc hiện đại hóa nâng cấp hệ thống kiểm soát hỏa lực tích hợp kính ngắm ngày/đêm. Pháo chính của M84 được thay thế bằng một khẩu pháo tương tự nhưng được cải tiến, cùng với khả năng kiểm soát tốt hơn, cho phép thay đạn dễ dàng và nhanh hơn. Xe tăng M-84AS có thể bắn tên lửa điều kiển chống tăng dẵn đường bằng laze qua nòng, giúp tiêu diệt chính xác xe tăng địch lên tới 5 km.
M-84A được trang bị giáp phản ứng nổ không nhạy nổ và mạnh (NERA) giúp tăng khả năng bảo vệ chống lại đạn nổ lại của tên lửa hiện đại. Nó cũng được trang bị hệ thống quang-điện tử [ Shtora] hiện đại cho viicj chống lại các tên lửa chống tăng dẫn hướng bằng dây hoặc laze. Tháp pháo mới cung cấp khả năng chống lại các tên lửa chống tăng có điều kiển Kinetic Energy (RHAe). Tên lửa 9M119 Refleks mới là là tên lửa chống tăng dẫn hướng lái bám chùm laser được thiết kế để xuyên thủng 950 mm giáp RHA.

## Lịch sử phát triển
Một dự án đang được soạn thảo để đưa tất cả 232 xe tăng M-84 hiện đang phục vụ lên chuẩn M-84AS. Dự án dự kiến sẽ tiêu tốn hàng triệu đôla cho đến cuối năm 2010. [ [cần dẫn nguồn]] Kuwait đã xem xét Serbia là nhà thầucó triển vọng cho việc hiện đại hóa xe tăng M-84 của họ. Ngoài ra, đã có một số tiền không được tiết lộ của các nước Ả Rập cũng đang quan tâm đến việc mua các xe tăng.

## Hiệu quả
Ngoài sự khác biệt bên ngoài, nó cũng có cấu trúc bên trong và thiết bị khác với M-84, vượt xa M-84AB cả về năng lực và độ bền. Phát triển ban đầu từ M-84, M-84AS đã trở nên hơn là một bản nâng cấp nhanh chóng để đưa nó lên đến tiêu chuẩn. Nhiều cải tiến đã được áp dụng từ những lập luận về người chị của nó, xe tăng T-90. Với sự khác biệt nằm trong bộ giáp và khả năng cơ động; T-90 được bọc thép tốt hơn trong khi M-84AS thì nhanh hơn và linh hoạt hơn. Xem xét quan điểm tốc độ, M-84AS di chuyển ở 75 km / h trên đường trong khi T-90 chỉ là 60 km / h với tốc độ đường tắt thay đổi theo địa hình. Giáp của T-90 cao cấp hơn với vật liệu tổng hợp dày hơn, bảo vệ NBC cũng như có các tùy chọn của gói Active Protection và hệ thống rà phá bom mìn KMT. [6][7]Ngoài ra động cơ đẩy và giáp, các hệ thống nhắm mục tiêu là tương đương.